# Joseph Abeille

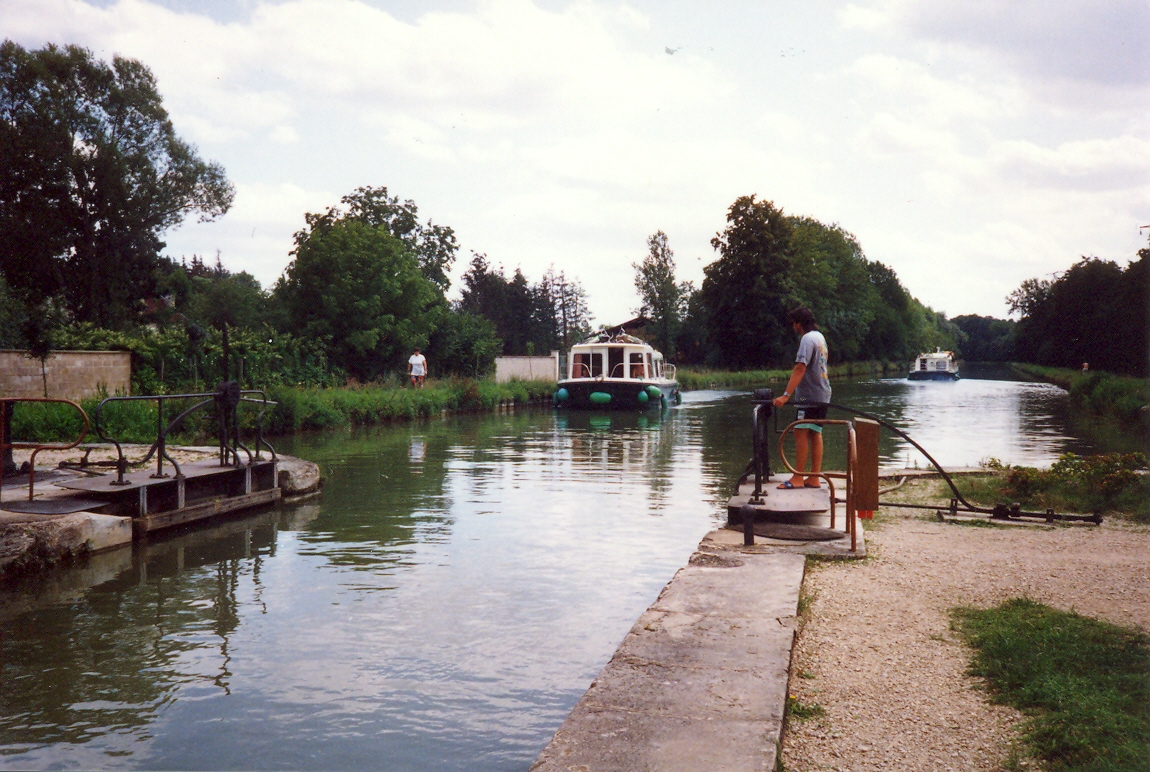
Canal de Bourgogne

Joseph Abeille (* 14. Juli 1673 in Vannes, Bretagne; † 1756) war ein französischer Architekt und Wasserbauingenieur.
Neben dem Wiederaufbau der niedergebrannten Stadt Rennes und der Beteiligung an Kanalprojekten in Frankreich (u. a. Canal de Bourgogne) war er während zwei längeren Aufenthalten in der Schweiz auch in Genf, Bern, Morges und Solothurn tätig.

## Bauten in der Schweiz
- Béatrice-von-Wattenwyl-Haus, Bern, 1705–1706
- Schloss Thunstetten, 1711–1713
- Schloss Hindelbank, 1720
- Burgerspital mit Brunnen im Innenhof, Bern, Projekt 1732, Ausführung 1734–1742
- Haus J.A. Lullin, Genf (zwischen rue de la Cité/Bastionen)[1]

## Schriften
- Etat des avantages que procurera le canal de Cosne tant pour Paris que pour les provinces, en descendant les rivières d'Yonne et de Loire
- Mémoire concernant le projet du canal de Bourgogne, sa disposition, la distribution de ses ouvrages, Dijon 1727